# 中橋站
中橋站（日语：／ Nakabashi eki */?）是位於石川縣金澤市中橋町，北陸鐵道金石線的鐵路車站（廢站）。

## 概要
此站是金石線的起點站。車站位於國鐵金澤站西南邊500米處，在北陸本線的西邊。車站距離金澤市內線六枚町停留場約300米。可透過中橋平交道或行人隧道步行轉乘。

## 歷史
- 1920年（大正9年）10月22日：金石電氣鐵道車站啟用[1]。
- 1943年（昭和18年）10月13日：在合併後成為北陸鐵道金石線車站。
- 1971年（昭和46年）9月1日：金石線全線廢除，此站也被廢除[1]。

## 車站構造
此站是地面車站，設有1面2線的島式月台、2條車廠線和2條留置線。車站與金澤站之間設有聯絡線。

## 相鄰車站
北陸鐵道
金石線
中橋－長田町

## 注腳
1. 1 2  今尾惠介《日本鐵道旅行地圖帳》6號 北信越（新潮社、2008年）p.31
2. ↑  （Photo Publishing，2022年4月刊）18頁、96～97頁、104頁

## 相關項目
- 日本鐵路車站列表 Na